# Verborgen platbek
De verborgen platbek (Trichopsomyia joratensis) is een vliegensoort uit de familie van de zweefvliegen (Syrphidae). De wetenschappelijke naam van de soort is voor het eerst geldig gepubliceerd in 1997 door Goeldlin.